# 1988年ソウルオリンピックのテニス競技
1988年ソウルオリンピックのテニス競技（1988ねんソウルオリンピックのテニスきょうぎ）の成績結果。

## テニス競技の復活
- オリンピックにおけるテニス競技は、1924年パリ五輪まで男女シングルス・男女ダブルス・混合ダブルスの5部門が実施されていた。しかし、1926年に「プロテニス選手」が登場したことにより、1928年アムステルダム五輪でテニスはオリンピック競技から除外された。このソウル五輪から、プロテニス選手のオリンピック出場を認める決定がなされ、64年ぶりにオリンピック競技としてのテニスが復活した。
- 復活した競技は、男女シングルス・男女ダブルスの4部門であった。混合ダブルスは復活していない。

## 試合方式
- 男子選手は、シングルスは64名による6回戦制で、ダブルスは32組による5回戦制で行われた。
- 女子シングルスは、48名の選手による6回戦制で行われた。シード選手は12名で、他に4人を加えた16名の選手に「1回戦不戦勝」（抽選表では“Bye”と表示）があった。
- 女子ダブルスは、14組による4回戦制で行われた。シードは4組で、第1シード・第2シードのみに「1回戦不戦勝」があった。
- このソウル五輪では、準決勝で敗退した選手2名 / 2組による「銅メダル決定戦」は行わず、両方に銅メダルを授与した。

## メダル受賞者

### 男子シングルス
| 順位 | 選手名                 | 国・地域         |
| ---- | ---------------------- | ---------------- |
| 1    | ミロスラフ・メチージュ | チェコスロバキア |
| 2    | ティム・メイヨット     | アメリカ合衆国   |
| 3    | ステファン・エドベリ   | スウェーデン     |
| 3    | ブラッド・ギルバート   | アメリカ合衆国   |

#### 大会経過
準決勝
- ミロスラフ・メチージュ vs.  ステファン・エドベリ　3-6, 6-0, 1-6, 6-4, 6-2
- ティム・メイヨット vs.  ブラッド・ギルバート　6-4, 6-4, 6-3
  - （準決勝敗退の両選手に、銅メダルを授与）

決勝
- ミロスラフ・メチージュ vs.  ティム・メイヨット　3-6, 6-2, 6-4, 6-2

### 男子ダブルス
| 順位 | 選手名                                     | 国・地域         |
| ---- | ------------------------------------------ | ---------------- |
| 1    | ケン・フラック＆ロバート・セグソ           | アメリカ合衆国   |
| 2    | エミリオ・サンチェス＆セルヒオ・カサル     | スペイン         |
| 3    | ミロスラフ・メチージュ＆ミラン・スレーバー | チェコスロバキア |
| 3    | ステファン・エドベリ＆アンダース・ヤリード | スウェーデン     |

#### 大会経過
準決勝
- ケン・フラック＆ロバート・セグソ vs.  ミロスラフ・メチージュ＆ミラン・スレーバー　6-2, 6-4, 6-1
- エミリオ・サンチェス＆セルヒオ・カサル vs.  ステファン・エドベリ＆アンダース・ヤリード　6-4, 1-6, 6-3, 6-2
  - （準決勝敗退の両ペアに、銅メダルを授与）

決勝
- ケン・フラック＆ロバート・セグソ vs.  エミリオ・サンチェス＆セルヒオ・カサル　6-3, 6-4, 6-7, 6-7, 9-7

### 女子シングルス
| 順位 | 選手名                             | 国・地域       |
| ---- | ---------------------------------- | -------------- |
| 1    | シュテフィ・グラフ                 | 西ドイツ       |
| 2    | ガブリエラ・サバティーニ           | アルゼンチン   |
| 3    | ジーナ・ガリソン                   | アメリカ合衆国 |
| 3    | マニュエラ・マレーバ・フラニエール | ブルガリア     |

#### 大会経過
準決勝
- シュテフィ・グラフ vs.  ジーナ・ガリソン　6-2, 6-0
- ガブリエラ・サバティーニ vs.  マニュエラ・マレーバ・フラニエール　6-1, 6-1
  - （準決勝敗退の両選手に、銅メダルを授与）

決勝
- シュテフィ・グラフ vs.  ガブリエラ・サバティーニ　6-3, 6-3

### 女子ダブルス
| 順位 | 選手名                                             | 国・地域         |
| ---- | -------------------------------------------------- | ---------------- |
| 1    | パム・シュライバー＆ジーナ・ガリソン               | アメリカ合衆国   |
| 2    | ヘレナ・スコバ＆ヤナ・ノボトナ                     | チェコスロバキア |
| 3    | シュテフィ・グラフ＆クラウディア・コーデ＝キルシュ | 西ドイツ         |
| 3    | ウェンディ・ターンブル＆エリザベス・スマイリー     | オーストラリア   |

#### シードペア
（第1シード・第2シードのみに「1回戦不戦勝」がある変則的な大会方式のため）
1. アメリカ合衆国　パム・シュライバー＆ジーナ・ガリソン　（金メダル）
2. 西ドイツ　シュテフィ・グラフ＆クラウディア・コーデ＝キルシュ　（準決勝、銅メダル）
3. チェコスロバキア　ヘレナ・スコバ＆ヤナ・ノボトナ　（銀メダル）
4. ソビエト連邦　ラリサ・サブチェンコ＆ナタリア・ズベレワ　（ベスト8）

#### 大会経過
準決勝
- パム・シュライバー＆ジーナ・ガリソン vs.  ウェンディ・ターンブル＆エリザベス・スマイリー　7-6, 6-4
- ヘレナ・スコバ＆ヤナ・ノボトナ vs.  シュテフィ・グラフ＆クラウディア・コーデ＝キルシュ　7-5, 6-3
  - （準決勝敗退の両ペアに、銅メダルを授与）

決勝
- パム・シュライバー＆ジーナ・ガリソン vs.  ヘレナ・スコバ＆ヤナ・ノボトナ　4-6, 6-2, 10-8

## 国別メダル受賞数
| 順   | 国・地域         | 金 | 銀 | 銅 | 計 |
| ---- | ---------------- | -- | -- | -- | -- |
| 1    | アメリカ合衆国   | 2  | 1  | 2  | 5  |
| 2    | チェコスロバキア | 1  | 1  | 1  | 3  |
| 3    | 西ドイツ         | 1  | 0  | 1  | 2  |
| 4    | アルゼンチン     | 0  | 1  | 0  | 1  |
| 4    | スペイン         | 0  | 1  | 0  | 1  |
| 6    | スウェーデン     | 0  | 0  | 2  | 2  |
| 7    | ブルガリア       | 0  | 0  | 1  | 1  |
| 7    | オーストラリア   | 0  | 0  | 1  | 1  |
| 総計 | 総計             | 4  | 4  | 8  | 16 |